# Moxine
Moxine é um duo brasileiro de Indie Pop.
Após marcar presença no último Rock in Rio com seu ensolarado dance rock, Mônica Agena (vocalista e guitarrista) e Fabiana Lugli (baixista), lançaram o bombástico EP “Passion Pie” com produção musical assinada pela própria Mônica, já conhecida por acompanhar artistas, como Natiruts, Emicida, Fernanda Takai, Arrigo Barnabé e outros.
Moxine reafirma cada vez mais o espaço das mulheres no cenário independente.
Na estrada desde 2009 com o lançamento do EP “Electric Kiss”, a banda já passou por festivais internacionais: Liverpool Sound City (Inglaterra) e SxSW (EUA) e também por grandes festivais nacionais, como Se Rasgum (Belém/PA), Tendencies Rock (Palmas/TO) e MADA (Natal/RN).  Seu último single “Marlon” alcançou o primeiro lugar da lista “Viral 50 Brazil” no Spotify, sendo a faixa mais compartilhada da plataforma.

## Discografia
- 2009 - Electric Kiss (EP)
- 2012 - Hot December
- 2017 - Passion Pie (EP)

## Videoclipes
- 2008 - I Wanna Talk About You
- 2010 - Electric Kiss
- 2013 - Baby Baby
- 2014 - Drive Me Somewhere
- 2016 - Marlon